# Lady Wonder
Lady Wonder (1924–1957) foi uma égua que apresentava supostas habilidades psíquicas.
Mais de 1500 pessoas se consultaram com o animal, pagando US$ 1,00 por três perguntas. Lady Wonder teria ajudado a polícia de  Massachusetts a encontrar o corpo de um garoto desaparecido,  previsto que Jack Dempsey derrotaria Jack Sharkey em 1927 (além de duas outras lutas de peso-pesado) e ajudado a descobrir petróleo. A treinadora de Lady Wonder, Claudia Fonda, criou o animal com uma garrafa. A égua foi treinada para operar uma máquina que lhe permitia selecionar cartões com as letras do alfabeto.
O animal foi investigado pelo casal de parapsicólogos J. B. Rhine e Louisa E. Rhine, que concluiram haver evidências de "percepção extrassensorial entre humano e animal". Martin Gardner, no livro Manias e Crendices em Nome da Ciência, descreve as publicações e os enganos dos Rhine.
O mágico Milbourne Christopher investigou a égua e revelou que o fenômeno era resultado de um sinal dado pela treinadora. Ele constatou que Lady Wonder somente acertou as respostas quando a treinadora sabia a resposta. De acordo com Christopher "Lady foi treinada para movimentar sua cabeça para frente e para trás, acima do quadro com as letras. Quando ela estava sobre o cartão correto, um discreto movimento da treinadora com seu chicote indicava que ela deveria tocar o marcador adequado."
O investigador cético  Joe Nickell escreveu que "Fonda fazia um "discreto movimento" de sua vara sempre que a cabeça de Lady estava na letra correta. Isso foi o suficiente para avisar a égua, que estava balançando a cabeça, para parar e empurrar a alavanca. Assim, foi revelado que Lady era um animal bem treinado, não um telepático."

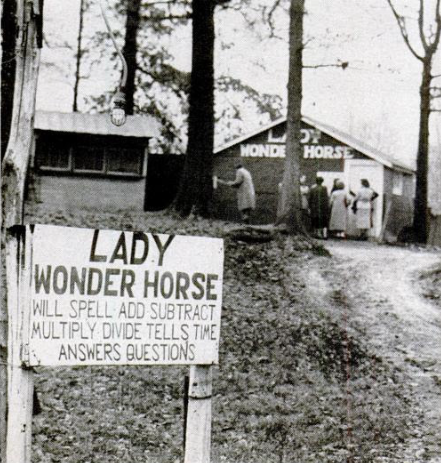
Anúncio de Lady Wonder.
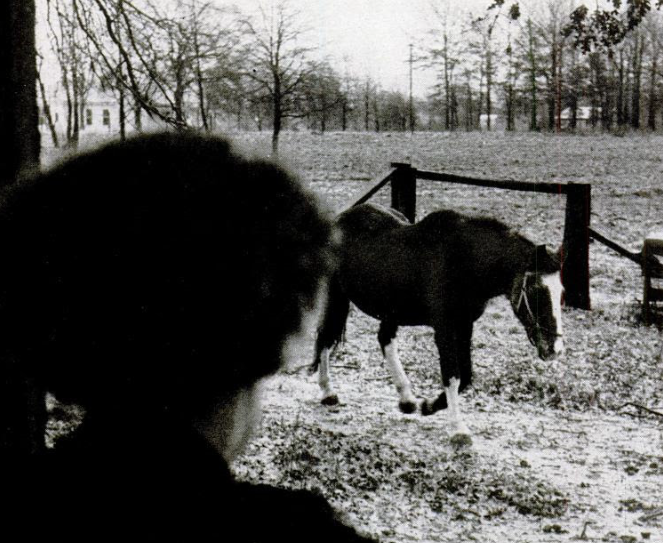
Lady Wonder em 1952.